# Coupe de la Ligue française masculine de handball 2011-2012
Navigation
Coupe de la Ligue 2010-2011 Coupe de la Ligue 2012-2013
La Coupe de la Ligue française masculine de handball 2011-2012 est la 11e édition de la Coupe de la Ligue française de handball, organisée par la Ligue nationale de handball. Elle oppose les 14 clubs du Championnat de France de D1. Elle a vu le sacre du Montpellier Agglomération Handball pour la 8e fois, dont la 3e fois consécutivement.

## Qualifications
Montpellier et Chambéry sont exemptés de huitièmes de finale car ils se sont qualifiés en Ligue des champions. Par ailleurs, les 12 clubs de D1 restants sont répartis en deux chapeaux pour le tirage au sort selon leur classement de la saison précédente.

## Tableau final
|  | Huitièmes de finale  | Huitièmes de finale  |                      |    | Quarts de finale | Quarts de finale |  |  | Demi-finales     | Demi-finales     |  |  | Finale           | Finale           |
|  | Huitièmes de finale  | Huitièmes de finale  |                      |    | Quarts de finale | Quarts de finale |  |  | Demi-finales     | Demi-finales     |  |  | Finale           | Finale           |
|  |                      |                      |                      |    |                  |                  |  |  |                  |                  |  |  |                  |                  |
|  | 1er octobre 2011     | 1er octobre 2011     |                      |    | 24 octobre 2011  | 24 octobre 2011  |  |  | 10 décembre 2011 | 10 décembre 2011 |  |  | 11 décembre 2011 | 11 décembre 2011 |
|  | 1er octobre 2011     | 1er octobre 2011     |                      |    | 24 octobre 2011  | 24 octobre 2011  |  |  | 10 décembre 2011 | 10 décembre 2011 |  |  | 11 décembre 2011 | 11 décembre 2011 |
|  | Istres OPH           | 23                   |                      |    | 24 octobre 2011  | 24 octobre 2011  |  |  | 10 décembre 2011 | 10 décembre 2011 |  |  | 11 décembre 2011 | 11 décembre 2011 |
|  | Istres OPH           | 23                   |                      |    | 24 octobre 2011  | 24 octobre 2011  |  |  | 10 décembre 2011 | 10 décembre 2011 |  |  | 11 décembre 2011 | 11 décembre 2011 |
|  | USAM Nîmes Gard      | 26                   |                      |    | 24 octobre 2011  | 24 octobre 2011  |  |  | 10 décembre 2011 | 10 décembre 2011 |  |  | 11 décembre 2011 | 11 décembre 2011 |
|  | USAM Nîmes Gard      | 26                   | USAM Nîmes           |    |                  |                  |  |  | 10 décembre 2011 | 10 décembre 2011 |  |  | 11 décembre 2011 | 11 décembre 2011 |
|  | 30 septembre 2011    |                      |                      |    |                  |                  |  |  | 10 décembre 2011 | 10 décembre 2011 |  |  | 11 décembre 2011 | 11 décembre 2011 |
|  |                      | Saint-Raphaël Var HB | 29                   |    |                  |                  |  |  | 10 décembre 2011 | 10 décembre 2011 |  |  | 11 décembre 2011 | 11 décembre 2011 |
|  | Saint-Raphaël Var HB | Saint-Raphaël Var HB | 29                   | 33 |                  |                  |  |  | 10 décembre 2011 | 10 décembre 2011 |  |  | 11 décembre 2011 | 11 décembre 2011 |
|  | Saint-Raphaël Var HB | 26 octobre 2011      |                      | 33 |                  |                  |  |  | 10 décembre 2011 | 10 décembre 2011 |  |  | 11 décembre 2011 | 11 décembre 2011 |
|  | US Ivry              | 25                   |                      |    |                  |                  |  |  | 10 décembre 2011 | 10 décembre 2011 |  |  | 11 décembre 2011 | 11 décembre 2011 |
|  | US Ivry              | 25                   | Saint-Raphaël Var HB | 32 |                  |                  |  |  |                  |                  |  |  | 11 décembre 2011 | 11 décembre 2011 |
|  | 30 septembre 2011    |                      | Saint-Raphaël Var HB | 32 |                  |                  |  |  |                  |                  |  |  | 11 décembre 2011 | 11 décembre 2011 |
|  |                      | HBC Nantes           | 29                   |    |                  |                  |  |  |                  |                  |  |  | 11 décembre 2011 | 11 décembre 2011 |
|  | Fenix Toulouse       | HBC Nantes           | 29                   | 31 |                  |                  |  |  |                  |                  |  |  | 11 décembre 2011 | 11 décembre 2011 |
|  | Fenix Toulouse       | 10 décembre 2011     |                      | 31 |                  |                  |  |  |                  |                  |  |  | 11 décembre 2011 | 11 décembre 2011 |
|  | Cesson Rennes MHB    | 27                   |                      |    |                  |                  |  |  |                  |                  |  |  | 11 décembre 2011 | 11 décembre 2011 |
|  | Cesson Rennes MHB    | 27                   | Fenix Toulouse       | 24 |                  |                  |  |  |                  |                  |  |  | 11 décembre 2011 | 11 décembre 2011 |
|  | 30 septembre 2011    |                      | Fenix Toulouse       | 24 |                  |                  |  |  |                  |                  |  |  | 11 décembre 2011 | 11 décembre 2011 |
|  |                      | HBC Nantes           | 26                   |    |                  |                  |  |  |                  |                  |  |  | 11 décembre 2011 | 11 décembre 2011 |
|  | HBC Nantes           | HBC Nantes           | 26                   | 29 |                  |                  |  |  |                  |                  |  |  | 11 décembre 2011 | 11 décembre 2011 |
|  | HBC Nantes           | 26 octobre 2011      |                      | 29 |                  |                  |  |  |                  |                  |  |  | 11 décembre 2011 | 11 décembre 2011 |
|  | Paris Handball       | 24                   |                      |    |                  |                  |  |  |                  |                  |  |  | 11 décembre 2011 | 11 décembre 2011 |
|  | Paris Handball       | 24                   | Saint-Raphaël Var HB | 27 |                  |                  |  |  |                  |                  |  |  |                  |                  |
|  |                      |                      | Saint-Raphaël Var HB | 27 |                  |                  |  |  |                  |                  |  |  |                  |                  |
|  |                      | Montpellier AHB      | 28                   |    |                  |                  |  |  |                  |                  |  |  |                  |                  |
|  | Montpellier AHB      | Montpellier AHB      | 28                   |    |                  |                  |  |  |                  |                  |  |  |                  |                  |
|  |                      |                      |                      |    |                  |                  |  |  |                  |                  |  |  |                  |                  |
|  | (exempté)            |                      |                      |    |                  |                  |  |  |                  |                  |  |  |                  |                  |
|  | Montpellier AHB      | 37                   |                      |    |                  |                  |  |  |                  |                  |  |  |                  |                  |
|  | Montpellier AHB      | 37                   | 2 octobre 2011       |    |                  |                  |  |  |                  |                  |  |  |                  |                  |
|  |                      | Tremblay-en-France   | 28                   |    |                  |                  |  |  |                  |                  |  |  |                  |                  |
|  | Tremblay-en-France   | Tremblay-en-France   | 28                   | 25 |                  |                  |  |  |                  |                  |  |  |                  |                  |
|  | Tremblay-en-France   | 9 novembre 2011      |                      | 25 |                  |                  |  |  |                  |                  |  |  |                  |                  |
|  | SC Sélestat          | 19                   |                      |    |                  |                  |  |  |                  |                  |  |  |                  |                  |
|  | SC Sélestat          | 19                   | Montpellier AHB      | 29 |                  |                  |  |  |                  |                  |  |  |                  |                  |
|  |                      |                      | Montpellier AHB      | 29 |                  |                  |  |  |                  |                  |  |  |                  |                  |
|  |                      | Chambéry Savoie HB   | 26                   |    |                  |                  |  |  |                  |                  |  |  |                  |                  |
|  | Chambéry Savoie HB   | Chambéry Savoie HB   | 26                   |    |                  |                  |  |  |                  |                  |  |  |                  |                  |
|  |                      |                      |                      |    |                  |                  |  |  |                  |                  |  |  |                  |                  |
|  | (exempté)            |                      |                      |    |                  |                  |  |  |                  |                  |  |  |                  |                  |
|  | Chambéry Savoie HB   | 30                   |                      |    |                  |                  |  |  |                  |                  |  |  |                  |                  |
|  | Chambéry Savoie HB   | 30                   | 30 septembre 2011    |    |                  |                  |  |  |                  |                  |  |  |                  |                  |
|  |                      | US Créteil           | 27                   |    |                  |                  |  |  |                  |                  |  |  |                  |                  |
|  | US Dunkerque HB      | US Créteil           | 27                   | 26 |                  |                  |  |  |                  |                  |  |  |                  |                  |
|  | US Dunkerque HB      |                      |                      | 26 |                  |                  |  |  |                  |                  |  |  |                  |                  |
|  | US Créteil           | 28                   |                      |    |                  |                  |  |  |                  |                  |  |  |                  |                  |
|  | US Créteil           | 28                   |                      |    |                  |                  |  |  |                  |                  |  |  |                  |                  |

## Résultats

### Premier tour
| Date, heure        | Club                        | Résultat      | Club                     | Salle                          |
| ------------------ | --------------------------- | ------------- | ------------------------ | ------------------------------ |
| 30/09/2011 à 19h30 | HBC Nantes                  | 29-24 (14-12) | Paris Handball           | Palais des sports de Beaulieu  |
| 30/09/2011 à 20h00 | Saint-Raphaël Var Handball  | 33-25         | US Ivry                  | Palais des sports JF Krakowski |
| 30/09/2011 à 20h00 | Fenix Toulouse Handball     | 31-27 (14-13) | Cesson Rennes MHB        | Palais des sports André-Brouat |
| 30/09/2011 à 20h00 | Dunkerque HGL               | 26-28 (13-14) | US Créteil               | Stades de Flandres             |
| 01/10/2011 à 20h30 | Istres OPH                  | 23-26 (14-13) | USAM Nîmes Gard          | Halle polyvalente              |
| 02/10/2011 à 17h00 | Tremblay-en-France Handball | 25-19 (12-8)  | Sélestat Alsace Handball | Palais des sports              |

### Quarts de finale
| Date, heure        | Club                    | Résultat      | Club                        | Salle                          |
| ------------------ | ----------------------- | ------------- | --------------------------- | ------------------------------ |
| 24/10/2011 à 20h00 | USAM Nîmes Gard         | 24-29 (17-15) | Saint-Raphaël Var Handball  | Le Parnasse                    |
| 26/10/2011 à 20h00 | Montpellier AHB         | 37-29 (19-9)  | Tremblay-en-France Handball | Palais des sports René-Bougnol |
| 26/10/2011 à 20h00 | Fenix Toulouse Handball | 24-26 (10-10) | HBC Nantes                  | Palais des sports André-Brouat |
| 09/11/2011 à 20h00 | Chambéry Savoie HB      | 30-27 (14-10) | US Créteil                  | Le Phare                       |

### Demi-finales
| Date, heure        | Club                       | Résultat      | Club               | Salle                                 |
| ------------------ | -------------------------- | ------------- | ------------------ | ------------------------------------- |
| 10/12/2011 à 15h15 | Saint-Raphaël Var Handball | 32-29 (14-11) | HBC Nantes         | Palais des sports de Beaulieu, Nantes |
| 10/12/2011 à 17h30 | Montpellier AHB            | 29-26 (15-16) | Chambéry Savoie HB | Palais des sports de Beaulieu, Nantes |

### Finale
| Date, heure        | Club                       | Résultat      | Club            | Salle                                 |
| ------------------ | -------------------------- | ------------- | --------------- | ------------------------------------- |
| 11/12/2011 à 15h45 | Saint-Raphaël Var Handball | 27-28 (13-13) | Montpellier AHB | Palais des sports de Beaulieu, Nantes |

## Vainqueur
| Vainqueur de la Coupe de la Ligue 2011-2012 Montpellier Agglomération Handball 8e victoire |